# Cyanea recta
Cyanea recta är en klockväxtart som först beskrevs av Heinrich Wawra, och fick sitt nu gällande namn av Wilhelm B. Hillebrand. Cyanea recta ingår i släktet Cyanea, och familjen klockväxter. Inga underarter finns listade i Catalogue of Life.